# ماری سوفی هینگست
ماری سوفی هینگست (۲۰ اکتبر ۱۹۸۷ – ۱۷ ژوئیهٔ ۲۰۱۹) بلاگر (وبلاگ‌نویس)، ویراستار، و مدیر پروژه اهل آلمان بود.
او به دروغ ادعا می‌کرد از بازماندگان هولوکاست است. او که در ویتنبرگ در یک خانواده پروتستان به دنیا آمده بود، پیشینه یهودی برای خود جعل کرد و مدارکی را برای ۲۲ تن از بستگان تحریف‌شده یا غیرواقعی خود، که ادعا می‌کرد قربانیان هولوکاست بوده‌اند، به یادبود رسمی هولوکاست ید وشم فرستاد.
هینگست وبلاگ «بخوان عزیزم، بخوان» را اداره می‌کرد و در آن دربارهٔ پیشینه و هویت یهودی فرضی خود، همراه با تجربیاتش به عنوان یک مهاجر آلمانی در ایرلند، جایی که در سال ۲۰۱۳ به آنجا نقل مکان کرد، می‌نوشت. این وبلاگ صدها هزار بازدید داشت و او در سال ۲۰۱۷ توسط «دی گلدنن بلاگر» (وبلاگ‌نویسان طلایی) به عنوان «وبلاگ‌نویس سال» انتخاب شد.
هینگست در طول زندگی خود، بسیاری از پیشینه، ارتباطات و دستاوردهای خود را جعل کرد. او ادعا کرد که در زمینه آموزش جنسی سابقه دارد و ظاهراً بیمارستانی در دهلی نو تأسیس کرده و در زمینه آموزش جنسی به پناهندگان در آلمان فعالیت داشته است. هینگست از مدارک جعلی خود برای کسب جوایز و شناخت استفاده کرد؛ علاوه بر جایزه «وبلاگ‌نویس سال»، او برای روزنامه آلمانی «دی تسایت» می‌نوشت، یکی از برندگان پروژه «آینده اروپا» فایننشال تایمز در سال ۲۰۱۷ بود و مناصب معتبری در جوامع یهودی سراسر اروپا داشت. در ژوئن ۲۰۱۹، مارتین دوئری، روزنامه‌نگار اشپیگل، با کمک تیمی از مورخان و بایگانان، ادعاهای هینگست را دروغین افشا کرد. او در رسانه‌های آلمان مورد انتقاد شدید قرار گرفت و منجر به نابودی شهرتش شد.
یک ماه پس از افشاگری دوئری، هینگست در ۱۷ ژوئیه ۲۰۱۹ در سن ۳۱ سالگی خودکشی کرد. کلاهبرداری و مرگ او توجهات را در سراسر اروپا به خود جلب کرد. پوشش آلمانی و ایرلندی هینگست متفاوت بود: رسانه‌های آلمانی بر حساسیت شدید موضوعی که او دربارهٔ آن دروغ گفته بود و اینکه چرا باید زودتر جلوی او گرفته می‌شد، تمرکز کردند؛ رسانه‌های ایرلندی بر سلامت روان او ابراز تاسف کردند و دوئری را به نادیده گرفتن آسیب‌پذیری او متهم کردند. او با زنان دیگری که سوابقشان نادرست از آب درآمده بود، مانند آنا دلوی و ریچل دولزال، مقایسه شد. شباهت خاص بین هینگست و دولزال، به عنوان افرادی که ادعا می‌کردند با تبعیض قومی روبرو شده‌اند، بحث‌هایی را در مورد نقش سیاست‌های هویتی در چنین ادعاهایی برانگیخت.

## اوایل زندگی، وبلاگ‌نویسی و حرفه
ماری سوفی هینگست در ۲۰ اکتبر ۱۹۸۷ در ویتنبرگ، شهری در زاکسن-آنهالت در جمهوری دموکراتیک آلمان (آلمان شرقی کنونی) متولد شد. او در خانواده‌ای تحصیل‌کرده با پیشینه مسیحی پروتستان بزرگ شد؛ پدربزرگش یک کشیش بود. هینگست پس از فارغ‌التحصیلی از دبیرستان لیبوریوس در دسائو، در دانشگاه‌های برلین، لیون، لس‌آنجلس و در نهایت دوبلین به تحصیل در رشته تاریخ پرداخت و در سال ۲۰۱۳ به دوبلین نقل مکان کرد. او در ترینیتی کالج دوبلین تحصیل کرد و دکترای خود را دریافت کرد؛ از سال ۲۰۱۵ تا ۲۰۱۷، او پژوهشگر در مؤسسه تحقیقات علوم انسانی ترینیتی لانگ روم هاب بود. در سال ۲۰۱۳، او وبلاگ «بخوان عزیزم، بخوان» را تأسیس کرد و در آن دربارهٔ زندگی خود به عنوان یک مهاجر آلمانی در ایرلند و پیشینه و هویت یهودی ادعایی خود می‌نوشت. هینگست در سال ۲۰۱۷ توسط «دی گلدنن بلاگر» (وبلاگ‌نویسان طلایی) به عنوان «وبلاگ‌نویس سال» انتخاب شد و در ژوئن ۲۰۱۹، «در تاگس اشپیگل» گزارش داد که «بخوان عزیزم، بخوان» ۲۴۰٬۰۰۰ «خواننده ثابت» داشته است.
هینگست از هیچ طرف خانواده‌اش نسب یهودی نداشت. او ادعا می‌کرد که مادرش یک امدادگر فرانسوی-اسرائیلی پزشکان بدون مرز بوده که وقتی هینگست ۱۶ ساله بود خودکشی کرده و مادر غیریهودی‌اش نامادری او بوده است. او همچنین برای پدربزرگ و مادربزرگ پدری‌اش پیشینه یهودی ساخت و آنها را بازماندگان هولوکاست توصیف کرد که والدینشان در نسل‌کشی جان باختند. هینگست ۲۲ تن از بستگانی را که ادعا می‌کرد در هولوکاست کشته شده‌اند به ید وشم، یادبود رسمی هولوکاست اسرائیل، گزارش داد؛ بعدها مشخص شد که بیشتر این افراد هرگز وجود نداشته‌اند و بقیه نیز پیشینه یهودی نداشته یا قربانی هولوکاست نبوده‌اند. طبق گزارش‌های بعدی، او این داستان ساختگی را اندکی پس از نقل مکان به دوبلین ساخت.
مطالب وبلاگ «بخوان عزیزم، بخوان» جزئیات این تاریخچه خانوادگی فرضی را شرح می‌دهد. هینگست ادعا می‌کرد که پدربزرگ و مادربزرگ پدری‌اش هر کدام تنها بازمانده خانواده‌هایشان بودند؛ پدربزرگش ظاهراً کوچک‌ترین پسر از پنج پسر و مادربزرگش کوچک‌ترین دختر از پنج دختر بود که هر دو والدین و خواهر و برادرهای بزرگتر خود را در اردوگاه کار اجباری آشویتس از دست داده بودند. او جزئیاتی از زمان قتل بسیاری از بستگانش ارائه داد که با تاریخ‌های تاریخی مغایرت داشت، به عنوان مثال، گزارش داد که تبعید پدربزرگش و خانواده‌اش در فوریه ۱۹۴۰ رخ داده است، در حالی که تبعید یهودیان به آشویتس تنها در مارس ۱۹۴۲ آغاز شد. اظهارات هینگست گاهی با یکدیگر ناسازگار بود؛ ادعاهای او دربارهٔ تعداد بستگان کشته شده بین وبلاگ و اظهاراتش در ید وشم متفاوت بود. تمرکز اصلی وبلاگ بر مادربزرگش بود که او را به عنوان زنی قوی و با اراده نشان می‌داد که «محدودیت‌های سنت یهودی» را رد می‌کرد. طبق گزارش‌ها، مادربزرگ هینگست هر ساله مهمانی‌های چای تابستانی برای سایر بازماندگان آشویتس در آلمان برگزار می‌کرد؛ گفته می‌شد که هینگست در کودکی دعوت‌نامه‌های این رویدادها را تنظیم می‌کرد و برای شنیدن روایت‌های مهمانان در آنها شرکت می‌کرد.
این داستان ساختگی تنها تمرکز وبلاگ نبود. هنگامی که دنیز یوجل، روزنامه‌نگار ترک-آلمانی، در سال ۲۰۱۷ در ترکیه زندانی شد، هینگست روزانه کارت پستال‌هایی برای ابراز حمایت از او می‌فرستاد. او اسکن هر کارت پستال را در «بخوان عزیزم، بخوان» منتشر می‌کرد و نسخه‌هایی از آنها را برای خود نگه می‌داشت که پس از آزادی یوجل به او داد. هینگست همچنین برای مشاله تولو، روزنامه‌نگار آلمانی دیگری که به همراه پسر خردسالش در ترکیه زندانی شده بود، نامه نوشت.
هینگست علاوه بر این، چندین دستاورد زندگی را نیز جعل کرد. او در وبلاگ خود اظهار داشت که در سال ۲۰۰۷، در سن ۱۹ سالگی، بیمارستانی در دهلی نو تأسیس کرده که آموزش جنسی ارائه می‌دهد. این دستاورد ادعایی منجر به نوشتن او برای «دی تسایت» دربارهٔ تجربیاتش، تحت نام مستعار سوفی روزنبلات، شد. تجربیات ادعایی او در زمینه ارائه آموزش جنسی شامل کار در مطب پزشکی در ویتنبرگ بود، جایی که او در پاسخ به سوالات ناشناس آموزش جنسی پناهندگان تخصص داشت. این ادعاها به‌طور غیرانتقادی توسط آثاری مانند کتاب نظریه فمینیستی «تجاوز: از لوکرتیا تا #من‌هم» نوشته میتو سانیال، منتشر شده در سال ۲۰۱۹ توسط ورسو بوکز، تکرار شد.
هینگست علاوه بر جایزه «وبلاگ‌نویس سال» و انتشار در «دی تسایت»، در سال ۲۰۱۷ برنده پروژه «آینده اروپا» فایننشال تایمز نیز شد. مقاله برنده او، «اروپایی‌ها نباید هویت جمعی را رها کنند»، در وب‌سایت آنها منتشر شد. او در سخنرانی پذیرش خود به خانواده یهودی‌اش اشاره کرد. او در مقاطع مختلف، مجری جلسات یادبود یهودیان مقتول اروپا، عضو انجمن یهودیان ترینیتی کالج و کارمند مرکز مطالعات یهودیت سلما استرن برلین-براندنبورگ بود. در سال ۲۰۱۸، هینگست یک هشتگ ویروسی در توییتر به نام #KunstGeschichteAlsBrotbelag («تاریخ هنر روی ساندویچ») راه‌اندازی کرد که بر اساس بازسازی آثار هنری مشهور و عکس‌های تاریخی با غذا بود. پس از محبوبیت این هشتگ، او یک کتاب عکس در این زمینه با انتشارات دومون بوخ‌ورلاگ در مارس ۲۰۱۹ منتشر کرد. این کتاب از نظر تجاری موفق بود. در زمان انتشار گزارش اشپیگل در ژوئن ۲۰۱۹، او در اینتل در دوبلین به عنوان یک «مخل» خودخوانده کار می‌کرد، نقشی که او آن را به موفقیت خود در رسانه‌های اجتماعی نسبت می‌داد.

## سفر به اشپیگل
خوانندگان وبلاگ هینگست به دلیل مشاهده «ناهمگونی‌ها» در ادعاهای او، به مطالبش مشکوک شدند. در سال ۲۰۱۸، گابریله برگنر، مورخ، به همراه یک وکیل، یک بایگان و یک تبارشناس، جزئیات مطالب وبلاگ هینگست را با سایر محققان بررسی کردند. در دسامبر همان سال، برگنر با مارتین دوئری، روزنامه‌نگار اشپیگل، تماس گرفت و برداشت خود مبنی بر اینکه هینگست پیشینه خود را نادرست جلوه می‌دهد، ابراز کرد. دوئری، که مادربزرگش لیلی یان خود در آشویتس به قتل رسیده بود، به دلیل تجربه‌اش در این زمینه مورد توجه قرار گرفت؛ او سال قبل به افشای ولفگانگ سایبرت، رهبر جامعه یهودی محلی پینه‌برگ، به عنوان عامل یک کلاهبرداری مشابه کمک کرده بود. تحقیقات برگنر، دوئری و بایگانان Stadtarchiv Stralsund در نیمه اول سال ۲۰۱۹ منجر به این نتیجه شد که ادعاهای هینگست مبنی بر نسل از بازماندگان هولوکاست جعلی بوده است.
در ژوئن ۲۰۱۹، دوئری مقاله «تاریخ‌دانی که ۲۲ قربانی هولوکاست را اختراع کرد»، افشای ادعاهای هینگست، را در وب‌سایت اشپیگل به زبان‌های آلمانی و انگلیسی منتشر کرد. این داستان تحقیقاتی را ارائه می‌داد که نشان می‌داد هینگست پیشینه یهودی، کار پزشکی در هند و فعالیت‌های آموزش جنسی به پناهندگان در آلمان را جعل کرده است. این مطلب اشپیگل توسط سایر رسانه‌های خبری در کشورهای آلمانی‌زبان اروپا نیز بازتاب یافت؛ در تاگس اشپیگل او را با آنا دلوی، کلاهبردار روسی-آمریکایی، مقایسه کردند. نوئه تسورخر تسایتونگ دربارهٔ پیامدهای این پرونده برای اعتبار تحریریه بحث کرد و خاطرنشان کرد که هینگست در دی تسایت منتشر شده بود و اشاره کرد که خود اشپیگل نیز سال قبل فریب روزنامه‌نگار کلاهبردار کلاس رلوتیوس را خورده بود.
هینگست وبلاگ خود را حذف کرد و وکیل گرفت، که در بیانیه‌ای مطبوعاتی اعلام کرد که «بخوان عزیزم، بخوان» «درجه قابل توجهی از آزادی هنری را ادعا می‌کرد». او در بیانیه‌ای برای روزنامه دانشجویی ترینیتی، تایمز دانشگاه، «به شدت تمام اتهامات» اشپیگل را رد کرد و گفت که «هرگز چیزی را جعل نکرده است». دی تسایت مقاله او را پس گرفت؛ سایر سازمان‌هایی که به او تریبون داده بودند، مانند زودوست‌روندفونک و دویچلندفونک نووا، نیز به‌طور مشابه حمایت خود را از او پس گرفتند. جایزه گلدنن بلاگر از او پس گرفته شد. مقاله‌ای در ویکی‌پدیای آلمانی ایجاد شد که هینگست را به عنوان «وبلاگ‌نویس و کلاهبردار» توصیف می‌کرد.
پس از انتشار مقاله دوئری در اشپیگل، درک اسکالی از آیریش تایمز با هینگست مصاحبه کرد و قصد داشت مقاله‌ای دربارهٔ او منتشر کند. اسکالی هینگست را از نظر عاطفی پریشان و در تلاش برای مقابله با توجه منفی ناشی از پوشش بین‌المللی کلاهبرداری‌اش یافت. او او را «آشفته و رنجیده، اما باهوش و حتی شوخ‌طبع» توصیف کرد؛ هینگست ناراحتی عمیق خود را از مقاله اشپیگل ابراز کرد، خود را «زنده زنده پوست کنده شده» توصیف کرد و علیرغم شواهد خلاف آن، همچنان به پیشینه و دستاوردهایی که در وبلاگ خود ارائه کرده بود پایبند بود. اسکالی به کارفرمایان و دوئری اطلاع داد که از نوشتن دربارهٔ هینگست برای آیریش تایمز ناراحت است؛ او می‌ترسید که انتشارات بیشتر سلامت روان او را به خطر بیندازد و نگران بود که آخرین کسی باشد که او را زنده می‌بیند.